# Valskog
Valskog – miejscowość (tätort) w Szwecji, w regionie administracyjnym (län) Västmanland, w gminie Kungsör.
Według danych Szwedzkiego Urzędu Statystycznego liczba ludności wyniosła: 693 (31 grudnia 2015), 674 (31 grudnia 2018) i 689 (31 grudnia 2019).